# Barbizon
Barbizon – miejscowość i gmina we Francji, w regionie Île-de-France, w departamencie Sekwana i Marna.
Według danych na rok 1990 gminę zamieszkiwało 1407 osób, a gęstość zaludnienia wynosiła 267 osób/km² (wśród 1287 gmin regionu Île-de-France Barbizon plasuje się na 565. miejscu pod względem liczby ludności, natomiast pod względem powierzchni na miejscu 657.).
W Barbizon mieszkał i zmarł w 1875 roku malarz Jean-François Millet.